# CX Андромеды
CX Андромеды (лат. CX Andromedae) — одиночная переменная звезда в созвездии Андромеды на расстоянии (вычисленном из значения параллакса) приблизительно 16649 световых лет (около 5105 парсека) от Солнца. Видимая звёздная величина звезды — от менее +16m до +14,1m.

## Характеристики
CX Андромеды — оранжевая пульсирующая полуправильная переменная звезда типа SRA (SRA) спектрального класса K. Эффективная температура — около 3862 K.